# 13585 Justinsmith
13585 Justinsmith este un asteroid din centura principală de asteroizi.

## Descriere
13585 Justinsmith este un asteroid din centura principală de asteroizi. A fost descoperit pe 9 octombrie 1993 la Observatorul La Silla de Eric Walter Elst. Asteroidul prezintă o orbită caracterizată de o semiaxă mare de 2,78 ua, o excentricitate de 0,08 și o înclinație de 4,2° în raport cu ecliptica.